# Sophies valg
Sophies valg er en amerikansk film fra 1982 bygget på en bog af samme navn af den amerikanske forfatter William Styron. Filmen er instrueret af Alan J. Pakula.

## Handling
Sophies valg er den dramatiske historie om den polske Sophie Zawistowski (Meryl Streep), som er kærester med den voldelige Nathan Landau (Kevin Kline). I lejligheden nedenunder flytter den amerikanske digter Stingo (Peter MacNicol) ind, og de tre bliver bedste venner. Det står klart fra dag ét, at Nathan slår Sophie, og det gør Stingo meget vred. Nathan, som også er en drukkenbolt, kommer en nat ikke hjem og Stingo går op til Sophie. De får snakket igennem Sophies barndom, og Sophie fortæller ham hendes største hemmelighed – hendes valg. 
Sophie havde engang en elsker, Joféz, som sammen med sin søster Wanda, boede i samme lejlighedskompleks, som Sophie. Sophies mor er meget syg og hun stjæler derfor kød, selvom det ubeskåret skal gå til tyskerne. To uger efter blev Joféz myrdet af Gestapo, og Sophie og hendes to børn, blev arresteret og sendt til Auschwitz. I den forbindelse blev Sophie bedt om at vælge, hvilket af hendes børn, der skal leve, og hvem der skal dø. Da hun ikke var i stand til at vælge, siger en nazist, at begge så vil blive sendt i døden, og derefter vælger hun, at det ene barn, Jan, skal overleve.
Men børnene bliver taget fra hende og sendt til en lejr. Sophie bliver også sendt til en anden lejr, tæt ved børnene, og det lykkes hende at se hendes søn en enkel gang mere. Siden prøvede hun at lede efter sine børn, men forgæves. Under hele samtalen fortæller Stingo, at han er forelsket i Sophie, men i det samme kommer Nathan hjem. Han spørger Sophie, om hun ikke vil gifte sig med ham.
Senere kommer Sophie løbende ned til Stingo og beder ham om at "flygte" væk et par dage. De tager hen til et hotel, og Stingo fortæller om hans drømme med hende i fremtiden. De kunne flytte ud på en gård og få en masse børn, men der falder hun grædende sammen og fortæller ham, at hun virkelig synes, han er sød, men hun vil ikke have børn. Alt andet end det. De sover sammen den nat, men om morgenen vågner Stingo op alene med en lille seddel fra Sophie. Der står, at hun er gået tilbage til Nathan, men han er en god elsker. Der står også, at hun synes, at han er alt for god til hende, og filmen ender med at Stingo finder Nathan og Sophie liggende i deres seng sammen. På Nathans natbord finder Stingo digtsamlingen Ample Make This Bed af Emily Dickinson, som var en bog, Sophie ledte efter tidligere i filmen. Stingo forlader Brooklyn med et såret hjerte, men bliver en stor forfatter.

## Medvirkende
- Meryl Streep as Sophie Zawistowski
- Kevin Kline as Nathan Landau
- Peter MacNicol as Stingo
- Rita Karin as Yetta
- Josh Mostel as Morris Fink

## Eksterne Henvisninger
- Sophies valg på Internet Movie Database (engelsk)
- Sophies valg på Filmdatabasen
- Sophies valg på Scope
- Sophies valg i Svensk Filmdatabas (svensk)
- Sophies valg på AlloCiné (fransk)
- Sophies valg på MovieMeter (nederlandsk)
- Sophies valg på AllMovie (engelsk)
- Sophies valg hos American Film Institute (engelsk)
- Sophies valgs profil hos Encyclopædia Britannica Online (engelsk)
- Sophies valg på Turner Classic Movies (engelsk)

1. ↑  Navnet er anført på engelsk og stammer fra Wikidata hvor navnet endnu ikke findes på dansk.